# John Peverall
John Charles Peverall (* 1931 in London; † 3. Oktober 2009) war ein britischer Second-Unit-Regisseur und Filmproduzent.
Peverall war seit Ende der 1950er Jahre als Second Unit-Regisseur aktiv und wirkte bis 1974 an rund drei Dutzend Fernseh- und vor allem Filmproduktionen mit. Mehrfach arbeitete er dabei mit Regisseur Terence Fisher zusammen. Ab den frühen 1970er Jahren wandte er sich der Film- und Fernsehproduktion zu; zuvor war er schon gelegentlich im Produktionsmanagement tätig gewesen. Höhepunkt seines Schaffens war der Film Die durch die Hölle gehen, für den er bei der Oscarverleihung 1979 zusammen mit seinen Kollegen Barry Spikings, Michael Deeley und Michael Cimino den Oscar für den besten Film erhielt. Zuletzt trat Peverall 1984 in Erscheinung.